# Старжинский, Иван Ильич
Иван Ильич Старжинский (1912—1980) — подполковник Советской Армии, участник Великой Отечественной войны, Герой Советского Союза (1946).

## Биография
Иван Старжинский родился 13 марта 1912 года в селе Баландино (ныне — Асекеевский район Оренбургской области). После окончания средней школы проживал и работал в городе Миллерово Ростовской области. В 1930 году Старжинский был призван на службу в Рабоче-крестьянскую Красную Армию. В 1934 году он окончил Оренбургскую военную авиационную школу лётчиков и лётнабов. Участвовал в боях советско-финской войны. С начала Великой Отечественной войны — на её фронтах.
К концу войны гвардии подполковник Иван Старжинский был штурманом 27-го гвардейского бомбардировочного авиаполка 14-й гвардейской бомбардировочной авиадивизии 4-го гвардейского бомбардировочного авиакорпуса 18-й воздушной армии. К тому времени он совершил 250 боевых вылетов на бомбардировку скоплений боевой техники и живой силы противника, его важных объектов, нанеся ему большие потери.
Указом Президиума Верховного Совета СССР от 15 мая 1946 года за «мужество и героизм, проявленные при нанесении бомбовых ударов по противнику» гвардии подполковник Иван Старжинский был удостоен высокого звания Героя Советского Союза с вручением ордена Ленина и медали «Золотая Звезда» за номером 2858.
После окончания войны Старжинский продолжил службу в Советской Армии. В 1947 году он окончил курсы усовершенствования офицерского состава. В 1957 году Старжинский был уволен в запас. Проживал в Рязани. Умер 1 мая 1980 года.
Был награждён тремя орденами Ленина, тремя орденами Красного Знамени, орденами Отечественной войны 1-й степени и Красной Звезды, рядом медалей.